# Imperial-Iranian-Air-Force-Flug 48
Auf dem Imperial-Iranian-Air-Force-Flug 48 (Flugnummer: ULF48) ereignete sich am 9. Mai 1976 ein schwerer Flugunfall, bei dem eine Boeing 747-131F der Iranischen Luftwaffe bei Madrid in Spanien infolge eines Blitzeinschlags abstürzte. Bei dem Zwischenfall starben alle 17 Personen an Bord der Maschine.

## Maschine und Insassen
Bei dem verunglückten Flugzeug handelte es sich um eine Boeing 747-131(F), die zum Zeitpunkt des Unfalls fünf Jahre und acht Monate alt war. Die Maschine wurde im Werk von Boeing in Everett im Bundesstaat Washington montiert und absolvierte am 15. September 1970 ihren Erstflug. Das Flugzeug trug die Werksnummer 19677, es handelte sich um die 73. Boeing 747 aus laufender Produktion. Im September 1970 wurde das Flugzeug neu an die Trans World Airlines ausgeliefert, wo es mit dem Luftfahrzeugkennzeichen N53111 in Betrieb ging. Am 15. Oktober 1975 wurde die Maschine zum Boeing-Werk nach Wichita, Kansas gebracht, wo sie zum Frachtflugzeug umgebaut wurde. Im Rahmen des Umbaus wurde eine große Frachtluke auf der linken Rumpfseite nachgerüstet. Noch im gleichen Monat wurde die Maschine durch die Iranische Luftwaffe übernommen, wo sie ihr neues Luftfahrzeugkennzeichen 5-283 erhielt. Das vierstrahlige Großraumflugzeug war mit vier Triebwerken des Typs Pratt & Whitney JT9D-7A ausgestattet. Die letzte Wartung war am 4. Mai 1976 durchgeführt worden.
Es befanden sich 17 Insassen, alle Angehörige der Kaiserlich Iranischen Luftwaffe, an Bord der Maschine. Von ihnen waren zehn als Besatzungsmitglieder und sieben als Passagiere aufgelistet.

## Flugverlauf
Der militärische Frachtflug sollte aus Teheran zur McGuire Air Force Base im Bundesstaat New Jersey in den USA führen, wobei ein Zwischenstopp auf dem Flughafen Madrid-Barajas vorgesehen war. Die Maschine hob um 08:20 Uhr UTC (11:50 Uhr Ortszeit) in Teheran ab. Das Startgewicht der Maschine lag bei 276.827 kg, wovon 115.500 kg auf das Kerosin in den Tanks entfielen. Es handelte sich somit um einen Leerflug (Positionierungsflug). Die Maschine stieg nach dem Start auf eine Reiseflughöhe von 9400 Metern.
Um 14:15 Uhr meldete sich die Besatzung bei der Flugsicherung und teilte dieser mit, dass sie voraussichtlich um 14:40 Uhr eintreffen werde. Um 14:19 Uhr teilte der diensthabende Fluglotse den Piloten mit, dass die Maschine auf dem Radar erschienen sei. Um 14:22 Uhr UTC (16:22 Uhr Ortszeit) wurde die Besatzung über die Wetterverhältnisse am Flughafen in Kenntnis gesetzt und erhielt um 14:25 Uhr UTC die Freigabe zum Sinkflug von 27.000 Fuß (ca. 8230 Meter) auf 10.000 Fuß (ca. 3050 Meter). Die Piloten bestätigten den Empfang des Funkspruchs.
An diesem Tag war ein Tiefdruckgebiet mit Gewittern über Spanien hinweggezogen. Zum Zeitpunkt des Anflugs der Maschine war die Sicht jedoch gut, der Wetterdienst hatte keine Warnungen ausgesprochen. Um 14:30 Uhr wich die Maschine aufgrund von schlechtem Wetter von ihrer geplanten Flugroute nach links ab. Um 14:32 Uhr UTC erteilte die Flugsicherung die Freigabe zum Sinkflug auf 5000 Fuß (ca. 1500 Meter). Der Fluglotse wies die Besatzung an, Kontakt mit der Anflugkontrolle aufzunehmen. Um 14:33 Uhr UTC (16:33 Uhr Ortszeit) kontaktierte die Besatzung die Anflugkontrolle und berichtete, dass sich die Wetterbedingungen auf der Flugroute der Maschine verschlechterten. Die Piloten beantragten daher, erneut von ihrer geplanten Anflugroute abzuweichen. Der Fluglotse der Anflugkontrolle teilte der Besatzung mit, dass er soeben den Funkkontakt aufgenommen hatte und bat um eine Wiederholung der Anweisung. Die Besatzung bestätigte den Erhalt des Funkspruchs und teilte mit, dass sie gerade das Drehfunkfeuer von Castejon überfliege. Der Fluglotse wies die Piloten an, einen Kurs von 260° beizubehalten. Die Besatzung bestätigte und meldete, dass sie auf 5000 Fuß (1500 Meter) gesunken sei. Dies war der letzte von der Maschine ausgehende Funkspruch.

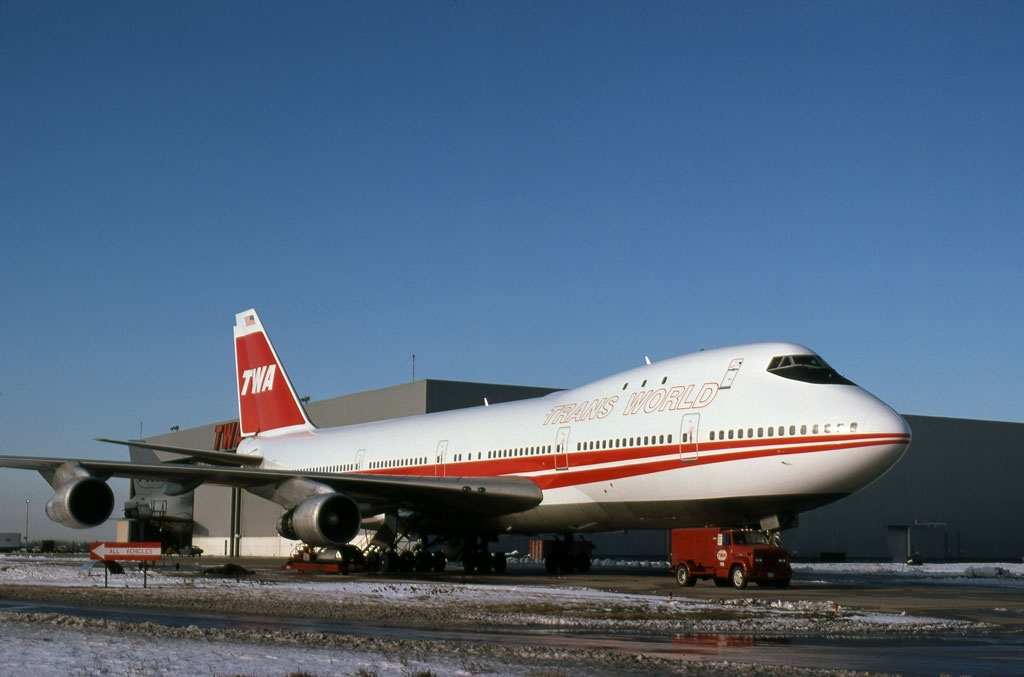
Das betroffene Flugzeug (1974)

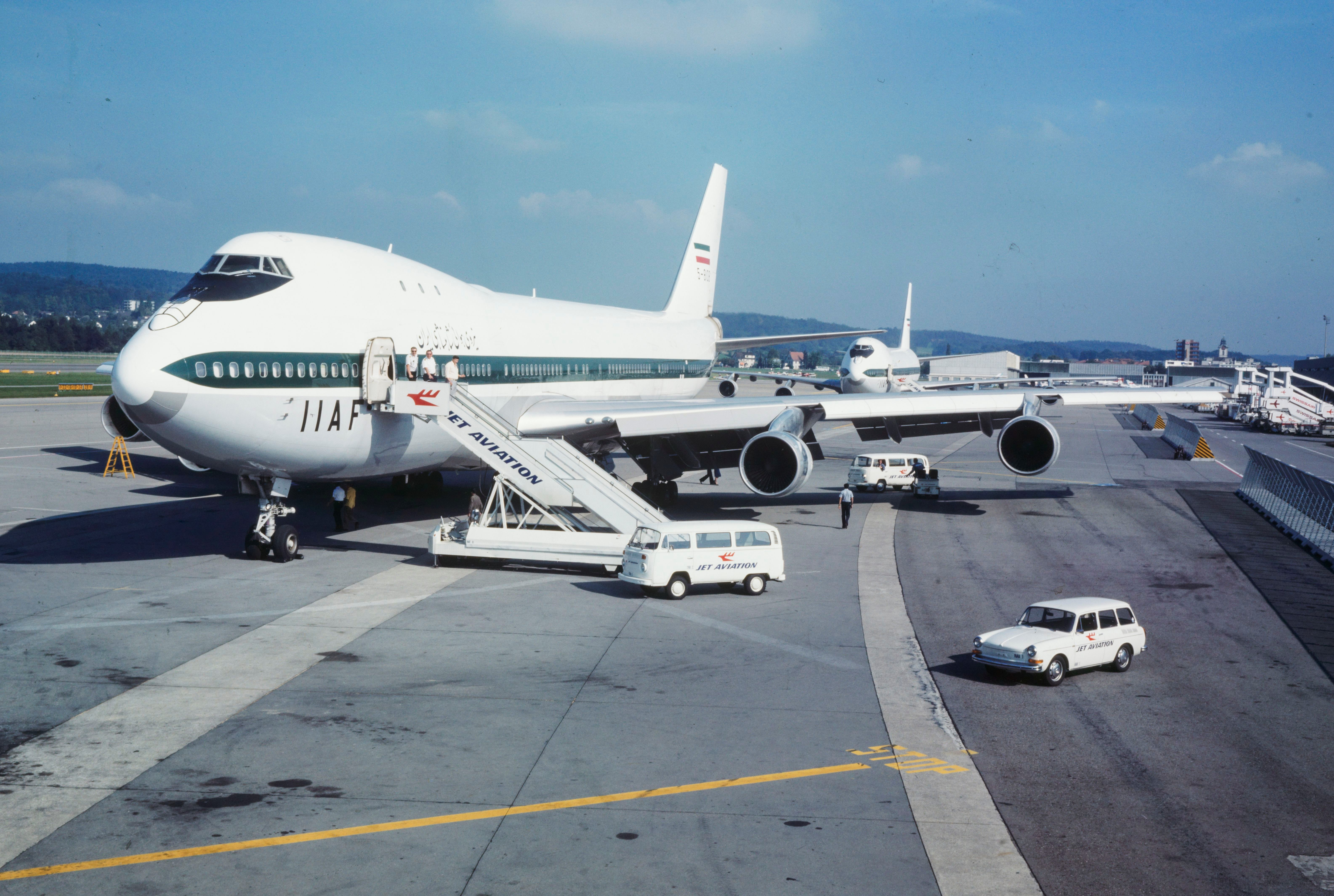
Frontansicht einer baugleichen Maschine der Kaiserlichen Iranischen Luftwaffe (1977)

## Unfallhergang
Etwa zur gleichen Zeit beobachteten Anwohner südlich von Valdemoro die Maschine. Der Besatzung war zwar bewusst, dass sie in eine Schlechtwetterfront hineinflog, jedoch äußerte im Cockpit niemand Bedenken, bis schließlich um 14:34 Uhr UTC ein Besatzungsmitglied sagte: „Wir sind mitten in der Brühe!“ Sekunden später sahen zwei Augenzeugen am Boden, wie ein Blitz in die Maschine einschlug, woraufhin es zu einer Explosion der linken Tragfläche kam. Diese Destruktion nahm in der Nähe des Triebwerks Nr. 1 ihren Anfang. Die Tragfläche begann massiv zu flattern und wurde anschließend zunächst in drei große Teile auseinandergerissen, die kurz darauf in 15 Trümmerteile auseinanderfielen. Zu diesem Zeitpunkt brach die Aufnahme des Flugdatenschreibers ab, während der Stimmenrekorder weiterhin die Geräusche im Cockpit aufzeichnete. Der Signalton der Abschaltung des Autopiloten war zu hören, was darauf schließen lässt, dass die Piloten diesen abschalteten. Die Piloten, denen nicht bewusst war, dass die linke Tragfläche abgerissen war, versuchten vergeblich, die Kontrolle über die Maschine zurückzugewinnen. Die außer Kontrolle geratene Maschine ging in einen Sturzflug über und zerschellte 54 Sekunden nach dem Blitzeinschlag um 14:35 Uhr UTC (16:35 Uhr Ortszeit) auf einem Feld in ca. 900 Metern Höhe über dem Meeresspiegel.

## Unfalluntersuchung
Der Unfall wurde durch das National Transportation Safety Board untersucht. Es wurde festgestellt, dass ein Blitz in der Nähe des Cockpits eingeschlagen und im Bereich eines Überspannungsableiters am Ende der linken Tragfläche wieder ausgetreten war. Dabei sei es zur Funkenbildung im linken Tragflächentank gekommen, in dem sich zu diesem Zeitpunkt 11.230 kg Kerosin befanden. Durch den Funkenschlag seien Kraftstoffdämpfe im Tank explodiert, wobei die Druckwelle den in der Tragfläche befindlichen Kerosintank zerstörte. Höchstwahrscheinlich hatte der Funke aufgrund der Überspannung von der Verkabelung auf den Tank überschlagen können. Durch die Explosion sei ein Teil der Tragfläche von der Maschine abgerissen. Zudem sei dabei ein Teil des Rumpfes beschädigt worden. Dadurch veränderte sich der Luftstrom schlagartig, was dazu führte, dass die Tragflächen stark gedehnt wurden. Die Maschine durchflog zu diesem Zeitpunkt mit hoher Geschwindigkeit eine Zone mit Turbulenzen, sodass die Tragfläche einer hohen Belastung ausgesetzt war. Sekunden später riss die komplette linke Tragfläche ab. Letztlich konnten die Ermittler nicht klären, ob der Tragflächenabriss durch die Explosion oder die mechanische Belastung erfolgte.
Gemäß der einschlägigen Forschungsliteratur zu den Auswirkungen von Blitzeinschlägen auf Verkehrsflugzeuge ist die Boeing 747-131F(SCD) 5-283 der Kaiserlichen Iranischen Luftwaffe das größte Verkehrsflugzeug, das nachweislich nach einem Blitzeinschlag in der Luft auseinandergerissen wurde.